# Onufry Duchiński
Onufry Gustaw Duchiński (ur. 1805 we Włocławku, zm. ?) – generał polski powstania styczniowego, naczelnik wojenny województwa grodzieńskiego.
W czasie powstania listopadowego brał udział w wyprawie na Litwę pod dowództwem generała Henryka Dembińskiego. Mianowany podporucznikiem. W 1831 otrzymał order Virtuti Militari. Po powstaniu wyemigrował do Francji, gdzie w latach 40. był członkiem emigracyjnego Zjednoczenia. Był też oficerem Legionu Portugalskiego organizowanego przez generała Józefa Bema. 
Od marca do 15 sierpnia 1863 pełnił funkcję naczelnika wojskowego województwa grodzieńskiego w powstaniu styczniowym. Mianowany pułkownikiem. Poniósł porażkę w bitwie pod Waliłami (29 kwietnia 1863). 27 października mianowany przez dyktatora Romualda Traugutta generałem brygady, który wyznaczył go naczelnikiem sił zbrojnych województw augustowskiego i grodzieńskiego, z dodaniem powiatów trockiego, lidzkiego i nowogródzkiego. 30 października Rząd Narodowy spowodował odwołanie go z tego stanowiska.
Zmarli powstańcy 1863 roku zostali odznaczeni przez prezydenta RP Ignacego Mościckiego 21 stycznia 1933 roku Krzyżem Niepodległości z Mieczami.